# Andrea Müller (Leichtathletin)
Andrea Martina Müller (* 29. Juni 1974 in Zweibrücken) ist eine ehemalige deutsche Stabhochspringerin.
Andrea Müller war eine Pionierin des Stabhochsprungs in Deutschland. Schon 1988 sprang sie 3,20 m hoch. 1994 übersprang sie zum ersten Mal die 4-Meter-Marke. Insgesamt stellte sie neun deutsche Rekorde auf. Ihre persönliche Bestleistung von 4,30 m im Jahr 1997 war allerdings nicht Rekord. Andrea Müller war Deutsche Meisterin im Stabhochsprung in den Jahren 1994 und 1997. 1993 und 1995 wurde sie Dritte. 
Bei den Halleneuropameisterschaften 1996 belegte sie mit 3,95 m den fünften Platz. Am 5. August 1995 stellte sie in Zittau mit 4,18 m einen Weltrekord auf. Sie war damit die bislang einzige deutsche Weltrekordlerin im Stabhochsprung im Freien. 
Müllers Hallen-Bestleistung liegt bei 4,20 m.
In ihrer Karriere startete Müller für das LAZ Zweibrücken.